# Уставни суд Републике Бјелорусије
Уставни суд Републике Бјелорусије контролише уставност земаљских закона у Бјелорусији.
Састоји се из 12 судија који морају имати положени правни испит. Шест судија именује предсједник Републике Бјелорусије, а осталих шест Савјет Републике. Судије се именују на рок од једанаест година.